# 江苏国信股份
江苏国信股份有限公司（英語：Jiangsu Guoxin Corporation Limited）前稱江苏舜天船舶股份有限公司（英語：Sainty Marine Corporation Limited），股份簡稱江苏国信（前簡稱舜天船舶、ST舜船、*ST舜船）是一間位於中國江苏省南京市的國有控股上市公司。公司主要資產是江苏省国际信托（江苏信托）及一些發電廠，例如江苏新海发电、江苏国信扬州发电、江苏射阳港发电、扬州第二发电、江苏国信靖江发电、江苏淮阴发电、江苏国信协联燃气热电等。
2017年6月，江苏国信成為深证成份指数、深证700指数、深证1000指数等指數的成份股；2017年12月，江苏国信成為中证200指数、沪深300指数、中证700指数、中证800指数等指數的成份股。

## 歷史
舜天船舶曾經是國有公司江苏舜天国际集团（舜天集团）的子公司，但舜天集团與江苏省国信资产管理集团（江苏国信集团）合併，自2010年舜天集团成為国信集团的中間控股公司，但最終控制人仍為江苏省國資委。2011年舜天船舶成為上市公司，於深圳證券交易所掛牌。2016年，国信集团以注入资产换股的方式，包括江苏信托，挽救了原本即将退市的舜天船舶，并改名为江苏国信。
一如其名，舜天船舶曾經以造船為主業，但自2013年嚴重亏损，甚至频临破产重整，並被交易所冠以ST（英語：Special Treatment）處分。2015年，前舜天船舶董事長王军民和其他高級管理層亦因涉嫌挪用公款罪被立案侦查。上市前夕，舜天船舶的小股東殷坚回售舜天船舶股票予王军民、李玖、翁俊套利，亦被外界質疑。2016年，間接母公司国信集团以注入资产换股，並置出造船资产予国信集团非上市子公司江苏舜天资产经营有限公司。2016年10月，舜天船舶、王军民、李玖、翁俊及其他前高管被中国证监会处以罚款。
2018年，江苏国信又計劃成立苏晋能源控股，佔股51%，計劃收購山西省部分煤电企業。苏晋能源控股其他股東為中煤平朔集团、大同煤矿集团、山西神头发电、大唐国际发电和山西阳光发电。

## 連結
- 官方网站